# Курчатовский институт

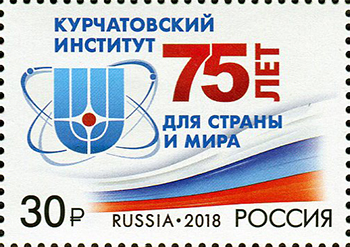
Почтовая марка России, выпущенная к 75-летию института

Федеральное государственное бюджетное учреждение «Национа́льный иссле́довательский центр „Курча́товский институ́т“» (ранее Институт атомной энергии имени И. В. Курчатова) — советский и российский научно-исследовательский институт. Основан в 1943 году, в научный центр преобразован в 1991 году.
Основными направлениями деятельности Центра на сегодняшний день являются безопасное развитие ядерной энергетики, управляемый термоядерный синтез и плазменные процессы, ядерная физика низких и средних энергий, физика твёрдого тела и сверхпроводимость, мезонная химия.
Также в Курчатовском институте проводятся фундаментальные и прикладные исследования в области молекулярной физики, физической и неорганической химии, химической физики, физики и химии плазмы, промышленной безопасности, экологии, элементной базы микроэлектроники, информатики и пр.
В настоящее время НИЦ «Курчатовский институт» является одним из крупнейших научных центров России как по численности, так и по широте научных интересов и экспериментальных возможностей не только в атомной науке и технике, но и в различных областях физики.
В состав Центра входят специализированные институты и научно-технические комплексы.
Центр подчинён непосредственно Правительству Российской Федерации и не входит в состав Российской академии наук и отраслевых министерств.
Центр включён в перечень системообразующих организаций России.
Из-за вторжения России на Украину в отношении института введены санкции США, Канады, Украины и Австралии.

## История

### Лаборатория № 2
Фактически лаборатория была создана ещё 28 сентября 1942 года в соответствии с постановлением ГКО № 2352сс «Об организации работ по урану» за подписью И. В. Сталина. Директор Ленинградского физико-технического института А. Ф. Иоффе в соответствии с приказом И. В. Сталина выпустил приказ по казанской группе своего института. В первой советской специальной атомной лаборатории было десять человек:
| - И. В. Курчатов (заведующий)                                       | - И. В. Курчатов (заведующий)                 |                                                  |
| ------------------------------------------------------------------- | --------------------------------------------- | ------------------------------------------------ |
| - А. И. Алиханов - М. И. Корнфельд - Л. М. Неменов - П. Я. Глазунов | - С. Я. Никитин - Г. Я. Щепкин - Г. Н. Флёров | - П. Е. Спивак - М. С. Козодаев - В. П. Джелепов |

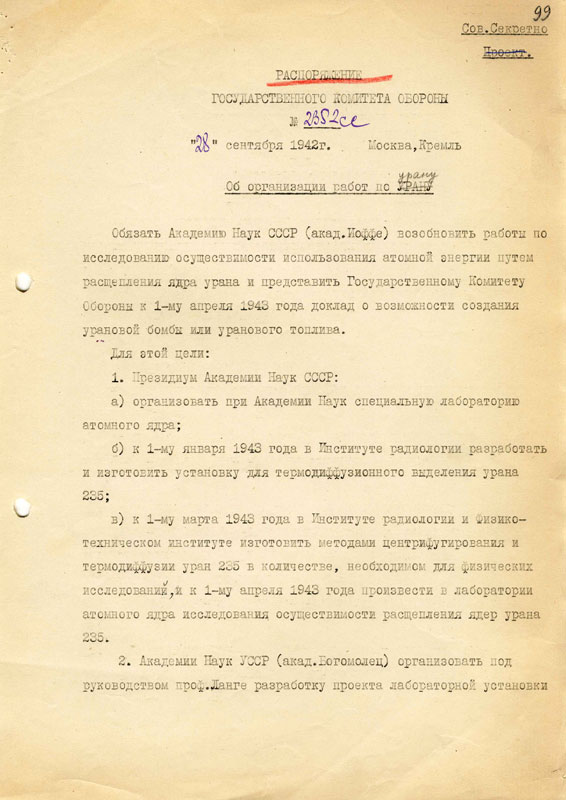
Постановление ГКО № 2352сс «Об организации работ по урану". Первый лист

11 февраля 1943 года ГКО выпустил распоряжение № 2872сс «О мерах по успешному развитию работы по урану», и 12 апреля вице-президентом АН СССР академиком А. А. Байковым было подписано распоряжение № 121 о создании Лаборатории № 2 АН СССР, основной задачей которой являлось создание ядерного оружия. Распоряжением по Академии наук СССР № 122 от 10 марта 1943 г. начальником лаборатории был назначен И. В. Курчатов, за все технические и организационные работы, связанные с проектом, отвечал заместитель председателя СНК М. Г. Первухин.

### Исследовательские центры
Первым этапом работ было исследование ядерной реакции. Работы проводились в Казани с 1943 года. В том же году перед лабораторией радия Гиредмета (начальник З. В. Ершова) поставлена задача срочного получения карбида урана и металлического урана для исследовательских работ.
Постановлением ГКО № 5407сс от 15 марта 1944 года в Ленинграде был создан филиал Лаборатории № 2, важным подразделением филиала стало Особое конструкторское бюро во главе с И. Н. Вознесенским. В Свердловске действовала исследовательская лаборатория во главе с И. К. Кикоиным. В этом же году усилиями З. В. Ершовой получено урановое сырьё, которое подходило для работы реактора Ф-1. 3 декабря 1944 года вышло постановление ГКО СССР № 7069сс «О неотложных мерах по обеспечению развёртывания работ, проводимых Лабораторией № 2 АН СССР». Все работы по атомному проекту были сконцентрированы в Москве, где была выделена земля для строительства корпусов лаборатории, на которой позже вырос Курчатовский институт. Началось строительство лабораторных корпусов и жилых зданий для сотрудников, которым до своей смерти в 1949 году руководил назначенный в январе 1945 года заместителем И. В. Курчатова по административно-хозяйственным вопросам, полковник интендантской службы НКВД П. В. Худяков. Всё руководство проекта было замкнуто на Л. П. Берии. 8 декабря 1944 года было подписано постановление ГКО от № ГКО-7102сс/ов «О мероприятиях по обеспечению развития добычи и переработки урановых руд», применительно к деятельности лаборатории удалось рассмотреть вопрос о демобилизации из Красной армии и Военно-морского флота специалистов, необходимых для развития отрасли.

### Проект государственной важности
С 1945 года роль лаборатории в атомном проекте изменилась: в августе 1945 года, после атомных бомбардировок Хиросимы и Нагасаки 6 и 9 августа, вышло Распоряжение ГКО СССР от 20 августа 1945 года № 9887сс/ов «О специальном комитете [по использованию атомной энергии] при ГКО». Были созданы органы власти, курирующие создание новой отрасли промышленности: Специальный комитет при ГКО (руководящий орган) и Первое главное управление при ГКО (исполнительный орган). Они отвечали за создание атомной промышленности, а лаборатории № 2 поручалась научная часть работы и практическое сопровождение проектов.
В июле 1946 года в лабораторию прибыл демобилизовавшийся И. В. Савельев, который активно включился в проект разделения изотопов урана газодиффузионным методом под руководством И. К. Кикоина. В том же году реализован второй этап атомного проекта — построен и запущен первый советский атомный реактор Ф-1.
Третьим этапом стало создание производственных мощностей по выработке материалов для ядерного оружия. В рамках этой работы были построены объекты КБ-11 в городе Сарове, которое возглавили Ю. Б. Харитон как главный конструктор и бывший заместитель наркома танковой промышленности П. М. Зернов.
Четвёртым этапом стала выработка оружейного плутония-239 и сборка бомбы РДС-1.
Пятым этапом стали испытания РДС-1 на Семипалатинском ядерном полигоне 29 августа 1949 года.
4 апреля 1949 года Распоряжением Президиума Академии наук СССР № 386 Лаборатория № 2 АН СССР была переименована в Лабораторию измерительных приборов АН СССР (ЛИП АН). Она же Предприятие п/я 3393.
Указом Президиума Верховного Совета СССР № 234/9 от 4 января 1954 года ЛИП АН СССР награждена орденом Ленина.

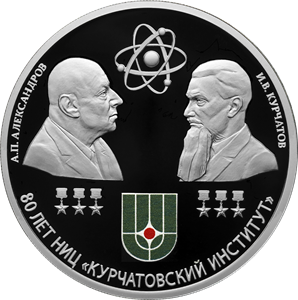
Монета Банка России — 80-летие национального исследовательского центра «Курчатовский институт» и 120-летие со дня рождения академиков И. В. Курчатова и А. П. Александрова

### Курчатовский институт
Распоряжением Совета Министров СССР № 6664 от 10 ноября 1956 года ЛИП АН СССР преобразована в Институт атомной энергии Академии наук СССР (ИАЭ АН СССР) под руководством И. В. Курчатова. Позже был переведен из АН СССР в подчинение Министерства среднего машиностроения СССР.
9 февраля 1960 года Институту присвоено имя И. В. Курчатова (Постановление ЦК КПСС и Совета Министров СССР № 146). Новое название — Институт атомной энергии имени И. В. Курчатова (ИАЭ им. И. В. Курчатова).
Указом Президиума Верховного Совета СССР от 10 марта 1981 года № 4130-X ИАЭ им. И. В. Курчатова награждён орденом Октябрьской Революции.
Указом Президента РСФСР от 21 ноября 1991 года № 230 ИАЭ преобразован в Российский научный центр «Курчатовский институт» (РНЦ «Курчатовский институт»).

В книге А. Солдатова и И. Бороган «Битва за Рунет» (2016) даётся такое описание советского периода деятельности института: 
В СССР Курчатовский институт имел особый статус и пользовался исключительными привилегиями. Его сотрудники были в авангарде советской оборонной программы. Помимо атомной бомбы, местные ученые работали и над другими, не менее важными военными проектами, от атомных подлодок до лазерного оружия. КГБ не просто контролировал деятельность института – по выражению Евгения Велихова, руководившего институтом с 1988-го по 2008-й, КГБ был «одним из его акционеров». Но при этом сотрудники пользовались большей свободой, чем обычные советские граждане, – их выпускали за границу, а руководство института умело пользовалось тем обстоятельством, что власти высоко ценили их деятельность и отчаянно в них нуждались. Курчатовский институт требовал к себе особого отношения и получал его.
28 апреля 2008 года был подписан Указ Президента Российской Федерации от № 603 «О пилотном проекте по созданию национального исследовательского центра „Курчатовский институт“».
В соответствии с Федеральным законом от 27 июля 2010 года № 220 «О национальном исследовательском центре „Курчатовский институт“» получил наименование национального исследовательского центра «Курчатовский институт».
В июне 2023 г. губернатор Московской области Андрей Воробьев и президент НИЦ «Курчатовский институт» Михаил Ковальчук подписали соглашение о сотрудничестве между регионом и научным центром в рамках проекта «СИЛА»: согласно указу президента РФ, будет построен синхротрон-лазер, позволяющий проводить фундаментальные исследования в области физики, а также научный городок; инвестиции в проект составят более 140 млрд рублей.

#### Поглощение других научных институтов
C 2020 года начался процесс передачи в ведение НИЦ «Курчатовский институт» ряда других научных институтов. Ряд учёных критикует эту реорганизацию.

## Достижения института

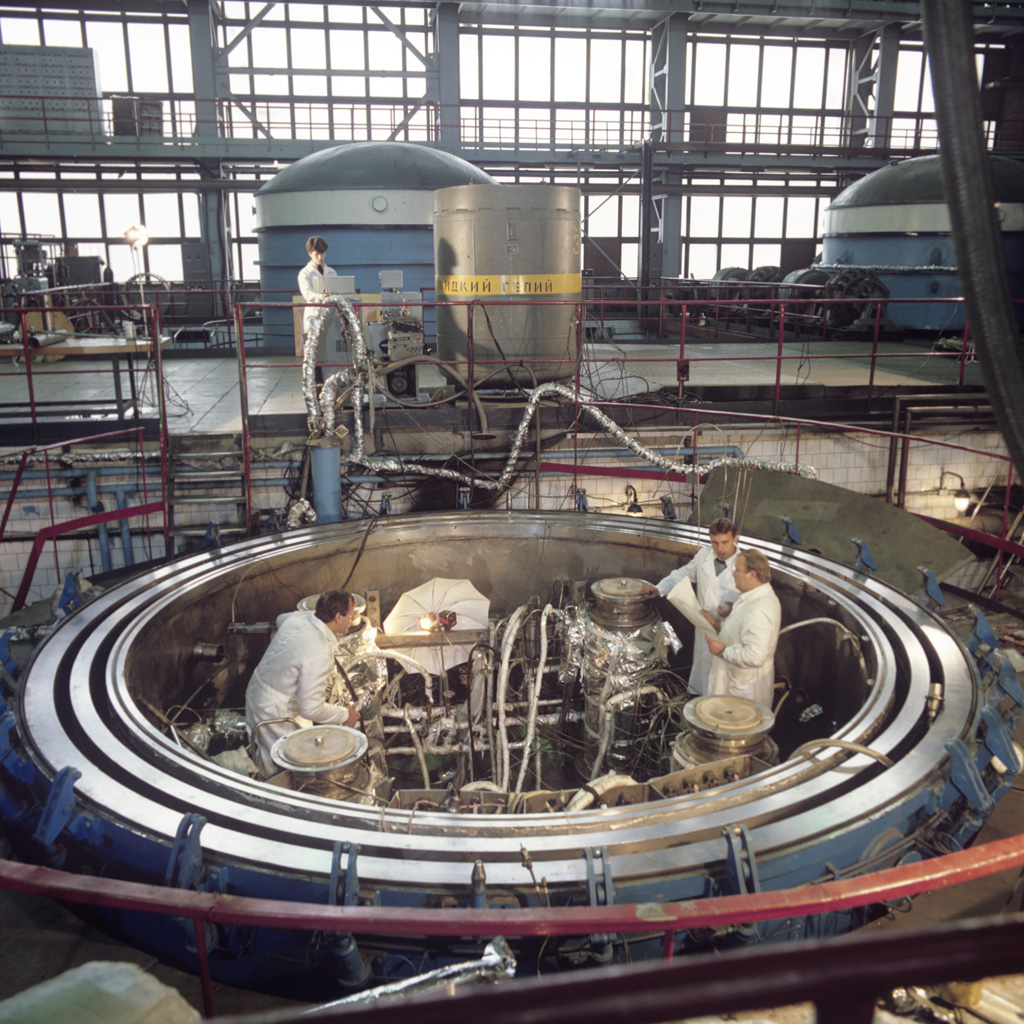
1986 год, работы на стенде испытания магнитных систем

Коллективом Курчатовского института были разработаны и созданы первый в Москве циклотрон (1944), первый в Европе атомный реактор (1946), первая советская атомная бомба (1949), первая в мире термоядерная бомба (1953), первая в мире промышленная атомная электростанция (1954), первый в СССР атомный реактор для подводных лодок (1958) и атомных ледоколов (Атомный ледокол «Ленин», 1959), крупнейшая установка для проведения исследований по осуществлению регулируемых термоядерных реакций (1958). Создана летающая атомная лаборатория на основе самолёта Ту-95, прототипы ядерных ракетных двигателей минимальной размерности, создан электрореактивный (импульсно-плазменный) двигатель, который был испытан в космосе в 1964 году на спутнике «Зонд-2», созданы и испытаны в космосе ионный с объёмной ионизацией и стационарный плазменный двигатели на спутнике «Метеор». Созданы исследовательские реакторы, построены первые токамаки, опыт создания которых использован при постройке более современных установок. Токамак Т-10 продолжает работу в настоящее время, на нём испытывается оборудование, предназначенное для установки на международный экспериментальный термоядерный реактор ИТЭР. В Курчатовском институте находится и крупный токамак Т-15 со сверхпроводящей магнитной системой, однако эксперименты на нём не проводятся.
Характерной особенностью развития Курчатовского института является то, что многие научные направления, которые зарождались и начинали своё развитие в институте, по мере их становления выделялись в самостоятельные институты, чтобы не сдерживать их развитие. Курчатовский институт создавал филиалы, становившиеся позднее самостоятельными научными организациями. Филиал для исследований в области физики высоких энергий со временем был преобразован в Объединённый институт ядерных исследований в Дубне, филиал для исследований и стендовой обработки энергетических реакторов вскоре преобразуется в Институт атомных реакторов, филиал по разработке МГД-генераторов и лазерных технологий — в Троицкий институт инновационных и термоядерных исследований. Ещё одним детищем Курчатовского института стал Научно-исследовательский технологический институт им. А. П. Александрова, в который превратился филиал Курчатовского института в Ленинградской области для испытания силовых атомных установок флота.
В недрах Курчатовского института (среди прочего) формировалась ранняя история советского, а затем российского Интернета (Рунета). Это объясняется тем, что КИАЭ располагал большими вычислительными мощностями в разных местах СССР и множеством специалистов по их обслуживанию, так как без применения компьютеров нельзя обойтись почти в любой современной промышленной отрасли. Эти специалисты, выполняя свои обычные задачи, были увлечены возможностями компьютеров передавать информацию на расстоянии. В связи с этим они экспериментировали на советском оборудовании с компьютерными сетями и операционными системами вне своих рабочих обязанностей («заказа власти, каких-то министерств на эти разработки не было — всё делалось на энтузиазме молодых ученых»). 1 августа 1990 года на базе Курчатовского института (с использованием его оборудования и правительственных телефонных каналов) была основана компьютерная сеть «Релком» — созданный сотрудниками КИАЭ советский кооператив «Демос» объединил несколько сетей на территории СССР в одну и придал ей формальный статус в рамках мировой сетевой иерархии. В этом же месяце состоялись первые сеансы связи компьютерной советской сети с международной по телефонному каналу. 19 сентября 1990 года сотрудником «Релкома» В. Антоновым был зарегистрирован домен .su (англ. Soviet Union — Советский Союз) в общей для Интернета системе адресации DNS — СССР официально присоединился к Интернету по его стандартам, а представителем была назначена советская общественная организация Soviet Unix Users Group, объединявшая разработчиков ОС ДЕМОС, многие из которых работали в КИАЭ. После распада СССР сеть «Релком» была преобразована в коммерческое АО, директором которого стал начальник вычислительного центра КИАЭ Алексей Солдатов.

## Руководители

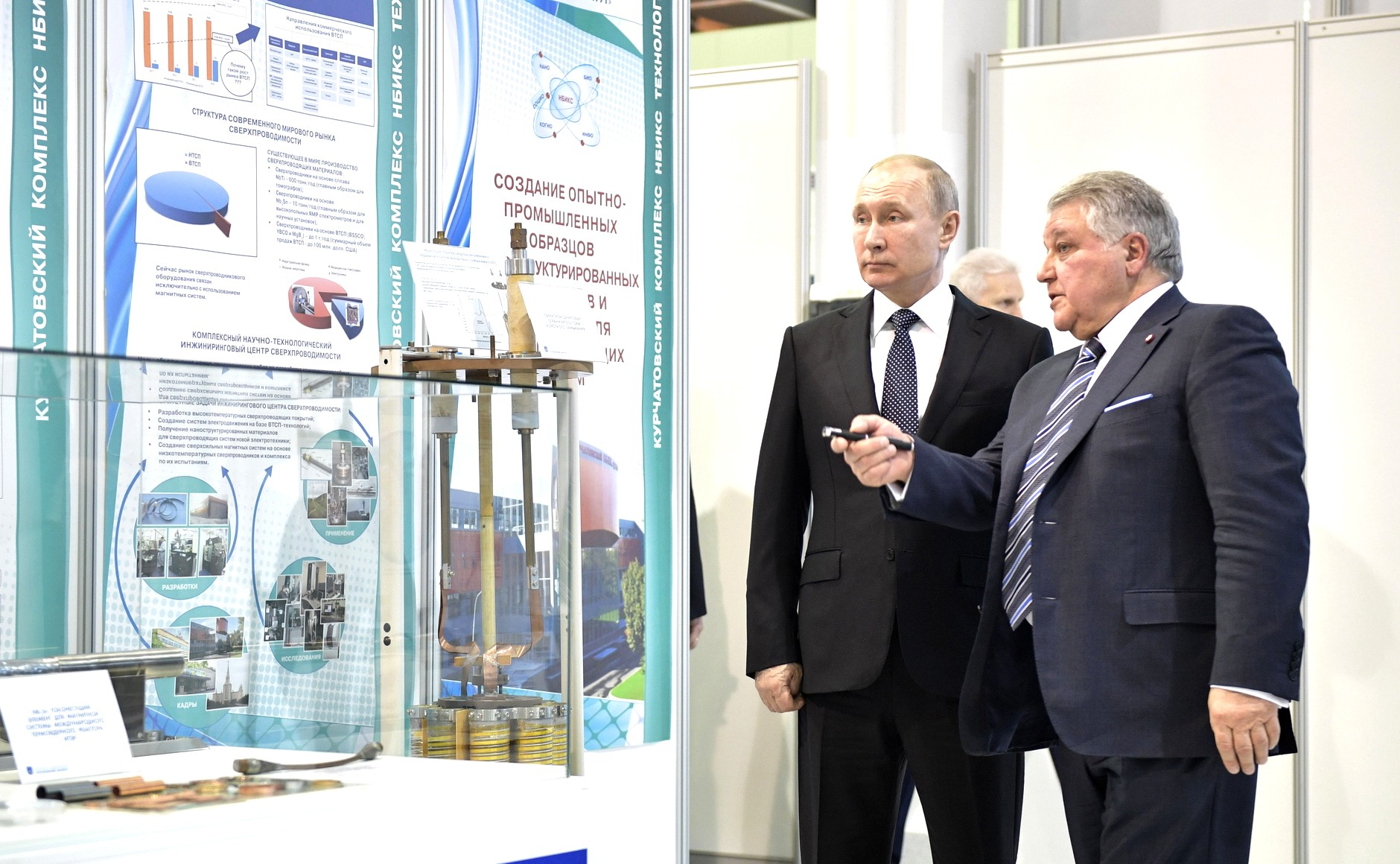
Президент России Владимир Путин с директором Денисом Минкиным с президентом НИЦ «Курчатовский институт» Михаилом Ковальчуком. 10 апреля 2018 года

- акад. И. В. Курчатов (1943—1960, Распоряжение по Академии наук СССР № 122 от 10 марта 1943 года)
- акад. А. П. Александров (1960—1989)
- акад. Е. П. Велихов (1989—1992, Президент РНЦ «Курчатовский институт» — Постановление Правительства Российской Федерации № 236 от 9 апреля 1992 года)
- акад. А. Ю. Румянцев (1993—2001)
- И. Н. Поляков (2001—2005)
- член-корр. РАН М. В. Ковальчук (2005—2015)
- д.ф.-м.н. В. И. Ильгисонис (2015—2017, Распоряжение Правительства Российской Федерации от 17 декабря 2015 г. № 2586-р)
- д.т. н. Д. Ю. Минкин (2017—2018, Распоряжение Правительства РФ от 16 ноября 2017 г. № 2532-р)
- д.ф.-м.н. А. Е. Благов (2018—2021, Распоряжение Правительства РФ от 11 июня 2019 г. № 1266[26]; и. о. с 30 октября 2018 г.)
- к.ю.н. М. А. Камболов (с 2021 по 2025)[27];
- д.ф.-м.н. Ю. А. Дьякова  (с 29 января 2025 года)[2]
- Почётный президент НИЦ «Курчатовский институт» — Е. П. Велихов (в 1992—2015 гг. — президент НИЦ «Курчатовский институт»).
- Президент НИЦ «Курчатовский институт» — М. В. Ковальчук (Указ Президента Российской Федерации от 7 декабря 2015 г. № 601; в 2005—2015 гг. — директор НИЦ «Курчатовский институт»).

## Подчинённые организации
- Курчатовский институт, Москва
- Петербургский институт ядерной физики имени Б. П. Константинова, Гатчина
- Институт физики высоких энергий имени А. А. Логунова, Протвино
- ЦНИИ конструкционных материалов «Прометей», Санкт-Петербург
- Всероссийский научно-исследовательский институт авиационных материалов, Москва
- Всероссийский научно-исследовательский институт радиологии и агроэкологии, Обнинск
- Научно-исследовательский институт системных исследований, Москва
- Технологический институт сверхтвердых и новых углеродных материалов, Троицк (Москва)
- Всероссийский национальный научно-исследовательский институт виноградарства и виноделия «Магарач», Ялта

### Центры
- Курчатовский НБИКС-центр (директор, научный руководитель: Ковальчук М. В.)[28]
- Курчатовский центр ядерных технологий (директор — Штромбах, Ярослав Игоревич, скончался в 2019)
- Центр фундаментальных исследований
- Вычислительный центр КИАЭ, руководитель Солдатов А. А.

### Филиалы
- Филиал — Институт высокомолекулярных соединений РАН (ИВС)
- Филиал — Институт химии силикатов имени И. В. Гребенщикова РАН
- НИИ химических реактивов и особо чистых химических веществ
- ГосНИИгенетика

## Научно-технологические комплексы научного центра
- Агентство ИТЭР;
- Научно-технологический комплекс «Курчатовский центр синхротронного излучения и нанотехнологий»;
- Научно-технологический комплекс «Реабилитация»;
- Научно-технологический комплекс «Электроника»;
- Управление по нераспространению ядерных материалов и технологий.

## Детский технопарк
Детский технопарк Курчатовского института был открыт в сентябре 2018 года. На его базе сотрудники института обучают школьников биоэнергетике, 3D-технологиям, робототехнике, нанотехнологиям и микроэлектронике. В технопарке имеются лаборатории естественно-научных исследований, нейрокогнитивных технологий, информационных технологий и природоподобных энергетических технологий.

## Учреждённые награды
В 2023 году, в год своего 80-летия, институт учредил собственные медали: медаль имени И. В. Курчатова — за вклад в развитие НИЦ «Курчатовский институт» (I и II степени), медаль имени А. П. Александрова — за вклад в развитие атомной науки и техники (I и II степени) и медаль «За заслуги перед НИЦ „Курчатовский институт“».

## Критика
По мнению критиков, в настоящее время, несмотря на крупные финансовые вливания, руководство института не способно наладить работу сложного дорогостоящего оборудования. В результате институт в течение многих лет не получает значительных научных результатов по сравнению с использованием оборудования аналогичного класса за рубежом. Присоединение ИТЭФ привело к многочисленными проблемам для этого института.